# Страхувка
Страхувка (пол. Strachówka) — село в Польщі, у гміні Страхувка Воломінського повіту Мазовецького воєводства.
Населення — 386 осіб (2011).
У 1975-1998 роках село належало до Седлецького воєводства.

## Демографія
Демографічна структура станом на 31 березня 2011 року:
|          | Загалом | Допрацездатний вік | Працездатний вік | Постпрацездатний вік |
| -------- | ------- | ------------------ | ---------------- | -------------------- |
| Чоловіки | 182     | 45                 | 127              | 10                   |
| Жінки    | 204     | 51                 | 106              | 47                   |
| Разом    | 386     | 96                 | 233              | 57                   |